# Raija Kerppo
Raija Kerppo, född 22 augusti 1961 i Åbo, är en finländsk pianist. 
Kerppo studerade först vid Åbo konservatorium för Marketta Valve och Tarmo Huovinen och därefter vid Sibelius-Akademin för Erik T. Tawaststjerna. Hon vann första priset i Maj Lind-tävlingen 1986. Efter fortsatta studier vid Juilliard School i New York har hon mest ägnat sig åt kammarmusik, framför allt duospel med Pekka Kuusisto. Hon har även uppträtt som solist med Olli Mustonen som dirigent. Hennes inspelning av Selim Palmgrens femte pianokonsert (med Åbo stadsorkester, dirigent: Jacques Mercier) vann utmärkelsen Årets skiva 1990.